# ملعب مياغي
ملعب مياغي (باليابانية: 宮城スタジアム) هو ملعب رياضي في مدينة ريفو، مياغي، اليابان. يسع الملعب لجلوس 49,133 شخص وقد افتتاحه في مارس 2000.

## كأس العالم لكرة القدم 2002
استضاف ملعب مياغي 3 مباريات خلال كأس العالم 2002.
- المكسيك 2 – 1  الإكوادور
- السويد 1 – 1  الأرجنتين
- اليابان 0 – 1  تركيا

## وصلات خارجية
- معلومات عن الملعب (باليابانية)